# Cinemateca Paulo Amorim
A Cinemateca Paulo Amorim é uma casa de cinema de Porto Alegre, Brasil. 
Está localizada na Casa de Cultura Mario Quintana, é administrada pela Secretaria de Estado da Cultura (SEDAC) e gerenciada pela Associação de Amigos da Cinemateca Paulo Amorim (AACPA). Possui três salas de exibição: Sala Paulo Amorim, Sala Norberto Lubisco e Sala Eduardo Hirtz. Tem uma programação voltada para produções independentes, filmografia não comercial e filmes do circuito que estejam identificados com a produção autoral e/ou de arte.
Com as Enchentes no Rio Grande do Sul em 2024, o complexo Casa de Cultura Mario Quintana, a Cinemateca Paulo Amorim e a Sala Norberto Lubisco ficaram comprometidas. Nos meses seguintes, o complexo recebeu reformas e modernizações após os danos causados pela inundação e em fevereiro de 2025, foram concluídas as obras e reaberto por completo os espaços destinados ao público em geral.